# Dennis González Boneu
Dennis González Boneu   (Rubí, 11 de maig de 2004) és un esportista català que competeix en natació sincronitzada. Va guanyar tres medalles al Campionat Mundial de Natació de 2023 i dues medalles als Jocs Europeus de Cracòvia de 2023.
És el primer campió mundial de la història en la modalitat de solo lliure en categoria masculina.
El juliol del 2025, formant equip amb la nedadora catalana Iris Tió, es proclamaren campions del món en duo mixt lliure.

## Palmarès internacional
| Campionat del Món | Campionat del Món  | Campionat del Món | Campionat del Món |
| Any               | Lloc               | Medalla           | Prova             |
| ----------------- | ------------------ | ----------------- | ----------------- |
| 2023              | Fukuoka (Japó)     | 1                 | Solo lliure       |
| 2023              | Fukuoka (Japó)     | 2                 | Duo tècnic mixt   |
| 2023              | Fukuoka (Japó)     | 3                 | Duo lliure mixt   |
| Jocs Europeus     |                    |                   |                   |
| Any               | Lloc               | Medalla           | Prova             |
| 2023              | Oświęcim (Polònia) | 1                 | Duo lliure mixt   |
| 2023              | Oświęcim (Polònia) | 2                 | Duo tècnic mixt   |